# N'Gorguerla
N'Gorguerla est une commune rurale située dans le département de Morolaba de la province de Kénédougou dans la région des Hauts-Bassins au Burkina Faso.

## Géographie
N'Gorguerla est localisée à 2 km de la frontière malienne – formée par la rivière Banifing – et située à 11 km à l'ouest de Morolaba.

## Santé et éducation
N'Gorguerla accueille un centre de santé et de promotion sociale (CSPS).